# Helena Martyka
Helena Martyka (ur. 14 września 1909 w Rzepienniku Strzyżewskim, zm. ?) – polska nauczycielka, posłanka na Sejm PRL III kadencji.

## Życiorys
Uzyskała wykształcenie średnie. W 1929 rozpoczęła pracę, po ukończeniu seminarium nauczycielskiego w Gorlicach i wyższych kursów świetlicowo-teatralnych w Krakowie. Uczyła i kierowała szkołami powszechnymi w Staszkówce, Szalowej, Bieczu i Rzepienniku Strzyżewskim oraz w Dębach Szlacheckich. Wstąpiła do Związku Harcerstwa Polskiego oraz Związku Młodzieży Wiejskiej RP „Wici”. Zakładała placówki Towarzystwa Czytelni Ludowych i prowadziła zespoły taneczne i teatralne. W czasie okupacji niemieckiej została inspektorem sanitarnym Batalionów Chłopskich. W 1945 została nauczycielką w szkole w Radzionkowie, a od 1946 była wykładowczynią Uniwersytetu Ludowego w Błotnicy Strzeleckiej. Wstąpiła do Zjednoczonego Stronnictwa Ludowego, w którym pełniła funkcję wiceprezesa Wojewódzkiego Komitetu ZSL w Opolu. W 1961 została posłanką na Sejm PRL z okręgu Koźle, w parlamencie zasiadała w Komisji Przemysłu Lekkiego, Rzemiosła i Spółdzielczości Pracy.